# Burg Mydlovar
Die Burg Mydlovar (auch Hrad Kostomlaty nad Labem deutsch Burg Kostomlat) ist eine mittelalterliche Burgruine an der Elbe bei Kostomlátky im Okres Nymburk in Tschechien.

## Geschichte
Die Ortschaft Kostomlaty wurde erstmals 1223 mit der Nennung des Sezema von Kostomlat erwähnt, der dem Adelsgeschlecht von Choustnik (z Choustníka) entstammen soll. Er oder sein Nachfolger Mutina von Kostomlat erbauten in der Nähe von Kostomlaty am Elbufer eine Burg, die 1356 erstmals mit dem Namen Burg Mydlovar bezeichnet wurde. Die einfach strukturierte Burg war aus Backsteinen erbaut und von einer mächtigen Mantelmauer umgeben. 
Mitte des 14. Jahrhunderts gehörte die Herrschaft Kostomlaty mit der Burg Mydlovar den Herren von Častolowitz, von denen sie 1402 der mährische Adlige Jan Puška von Kunstadt erwarb. Er war ein Anhänger des Jan Žižka, wandte sich jedoch später den gemäßigten Pragern zu, mit deren Hilfe er zum Hauptmann von Nymburk ernannt wurde. Deshalb wurde er 1425 von Hynek Boček von Podiebrad gefangen genommen und auf dessen Burg Podiebrad verschleppt. Nachdem Jan Puška dort bald verstarb, eignete sich Hynek Boček die Burg Mydlovar an. Nach Hynek Bočeks Tod 1426 erbte sie sein Bruder Viktorin von Podiebrad, von dem sie auf dessen Sohn Georg von Podiebrad überging, der sie seinem Sohn Heinrich d. J. vererbte. Nach dessen Tod 1592 beanspruchte König Vladislav II. die Kostomlater Besitzungen. Der nächste Besitzer war der böhmische Oberstkanzler und Oberstlandkämmerer Johann von Schellenberg (Jan ze Šelmberka) und nach dessen Tod 1508 Heinrich von Dohna (Jindřich z Donína). Da Bořek von Dohna 1547 am böhmischen Ständeaufstand beteiligt war, wurde die Herrschaft vom Kaiser konfisziert und dem königlichen Gut Lysá nad Labem angegliedert. Die Burg wurde danach von der Hofkanzlei aufgegeben. Bereits 1561 wurde sie als wüst bezeichnet.